# Chickahominy
Chickahominy, pleme američkih Indijanaca porodice Algonquian naseljeno prvih godina 17. stoljeća duž rijeke Chickahominy u današrnoj Virginiji. Chickahominy su bili jedno od 30 plemena konfederacije Powhatan koje je 1614. imalo između 300 i 400 ratnika. Negdje 1718. oni su s Pamunkey Necka, gdje su ih engleski kolonisti svojevremeno smjestili, potisnuti na područje današnjih okruga Charles City i New Kent. Godine 1900. reorganizira se plemenska uprava, koja se sastoji od poglavice, dva asistenta i plemenskog vijeća. 
Chickahominy danas broje oko 750 duša, naseljenih oko svojeg plemenskog središta u okrugu Charles City, ali ih ima i rasipanih diljem SAD-a. Pleme Chickahominy priznala je država Virginia tek 1983. godine. 

## Vanjske poveznice
- Chickahominy Tribe
- Chickahominy
- Chickahominy Tribe information